# 大廠県駅
大廠県駅（だいしょうけんえき）は中華人民共和国河北省廊坊市大廠回族自治県にある、中国鉄路総公司（CR）京哈線の駅。1975年に開業。北京駅から44km、ハルビン駅から1205kmの位置にある。北京鉄路局所属の四等駅に設定されている。

## 駅周辺
- G102国道
- 民得利博覧超市
- 千喜鶴生鮮超市
- 東方美墅
- 大廠高級実験中学

## 隣の駅
中国鉄路総公司
京哈線
燕郊駅 - 大廠県駅 - 三平駅